# Powiat Putzig
Powiat Putzig (niem. Landkreis Putzig, Kreis Putzig; pol. powiat pucki) – dawny powiat na terenie Prus istniejący od 1887 do 1920. Należał do rejencji gdańskiej, w prowincji Prusy Zachodnie. Siedzibą powiatu było miasto Puck (niem. Putzig). Teren powiatu leży obecnie w województwie pomorskim.

## Historia
Powiat powstał w 1887 r. na terenie należącym do powiatu wejherowskiego. Po ustaleniach traktatu wersalskiego w 1920 większa część powiatu weszła we władanie Polski, część powiatu która została przy Niemczech została przyłączona do powiatu lęborskiego. 
W 1927 roku z większości zniesionego powiatu puckiego oraz z części (niezniesionego) wejherowskiego utworzono powiat morski. Mniejszą część powiatu puckiego przyłączono do powiatu wejherowskiego. W 1928 roku do powiatu morskiego włączono pozostałą część powiatu wejherowskiego (a więc z włączonymi doń rok wcześniej fragmentami powiatu puckiego), który równocześnie zniesiono.
W roku 1939, po zajęciu Pomorza Polskiego przez III Rzeszę, teren powiatu (morskiego) włączono do powiatu wejherowskiego.